# Erin go Bragh

Vlag van het Bataljon van Sint-Patrick

Erin go Bragh is een Ierse uitspraak. Het is de Engelse verbastering van Éirinn go Brách en betekent zoveel als "Ierland voor altijd", of zoals het meestal vertaald wordt, Ireland forever.